# João Paulo Silva Freitas Fajardo
João Paulo Silva Freitas Fajardo (Lisboa, 27 de Outubro de 1978) é um futebolista português, que joga habitualmente a médio.
Actuou em vários clubes do principal escalão do futebol português, tendo destacado-se sobretudo ao serviço da Naval e no Vitória de Guimarães.
Em Julho de 2009 foi anunciada a sua transferência para o Panthrakikos, do campeonato grego de futebol , tendo sido emprestado ao Beleneneses durante o mercado de Inverno até ao final da época.